# Лузитанская лошадь
Лузитанская лошадь, или лузитано — португальская порода лошадей, тесно связанная с испанской андалузской лошадью. Обе эти породы были распространены на Пиренейском полуострове, и до 1960-х годов считались одной породой лошадей, так называемой иберийской лошадью, по имени иберов, древнейшего населения Пиренейского полуострова. Известно, что лошади присутствовали на Пиренейском полуострове с древнейших времен, а к 800 г. до н. э. регион славился своими боевыми лошадьми. После завоевания арабами Пиренейского полуострова в 711 году нашей эры, привезенные ими лошади (соррайя и берберийская) смешались с местной популяцией лошадей. Племенные книги двух пород ведутся раздельно с 1967 года, и португальская ветвь иберийской лошади было названа лузитанской, в честь древнеримского названия Португалии. Несколько раз порода находилась на грани исчезновения, численность доходила до нескольких голов в одной конюшне.
Лузитанские лошади обычно серые, гнедые или вороные. В настоящее время они используются как правило для выездки и корриды.
В среднем рост жеребцов лузитанской породы составляет 162 см, а кобыл около 155 см. Вес от 550 до 600 кг. Голова у них пропорциональная, благородных форм, с чуть выпуклым профилем. Глаза у лошадей лузитанской породы большие, миндалевидной формы, уши средней длины. Шея не слишком длинная, красиво изогнутая в виде арки, высоко поставленная, с развитым гребнем. Корпус широкий, глубокий и округлый, круп мощный с низко поставленным хвостом. Ноги у лошадей плотные.
Лузитанская порода не так многочисленна, как андалузская: во всем мире насчитывается лишь около 2000 лузитанских маток, причем на Португалию приходится лишь половина этого поголовья. Значительная часть лошадей лузитанской породы сосредоточена в Бразилии (600 маток) и Франции (200 маток).